# Aliens versus Predator
Aliens versus Predator (рус. Чужие против Хищника) — компьютерная игра, шутер от первого лица, разработанный компанией Rebellion Developments и выпущенный в продажу компанией Fox Interactive в 1999 году. Игра частично основана на сериях фильмов «Чужой» и «Хищник». Игра повествует о противостоянии трёх рас — человека (колониального морского пехотинца, USCM), Чужого и Хищника, каждому из которых соответствует кампания одиночного режима игры из шести уникальных миссий (у Чужого — пяти), связанные между собой видеороликами, и пяти дополнительных основанных на локациях другого персонажа. Запуск дополнительных уровней возможен после прохождения основной кампании соответствующего персонажа, и в количестве, зависящем от того, на каком уровне сложности она была пройдена.
В 2001 году Monolith Productions выпустила игру Aliens versus Predator 2, а в 2010 году SEGA выпустила Aliens versus Predator, которые хоть и развивают франшизу AvP, но не являются сюжетными продолжениями ни данной игры, ни друг друга.

## Игровой движок
Игра использует собственный игровой движок, разработанный Rebellion Developments, который не получил дальнейшего распространения, однако, разработчики успешно использовали его, чтобы реализовать определённые функции для влияния на игровой процесс.
Одно из важнейших особенностей движка является быстрая смена текстур, что необходимо для реализации смены режимов зрения игрока. Имеется поддержка динамического освещения и объёмного звука — игрок в тёмном помещении может определить положение противника по звуку. Неожиданные звуки за спиной используются для создания атмосферы ужаса, при игре за человека, способствуя лучшему погружению в атмосферу survival horror. Другой отличительной чертой движка является способность свободного перемещения как игрока, так и NPC-Чужих, по стенам и потолкам, что крайне редко применяется в видеоиграх.

## Игра за человека

### Сюжет

Финальный бой: Морпех встречается с Королевой Чужих

Игрок управляет Колониальным морпехом — Рядовым. Во время атаки Чужих на станцию он был забыт своими. Проснувшись от кошмара, в котором его душит Лицехват, Рядовой, используя подсказки командующего на мониторах, должен покинуть исследовательскую станцию (на планете LV-426, где учёные исследовали разбившийся корабль Жокеев). Далее он должен включить генератор и отпереть ворота, чтобы по ущелью добраться до своей БМП. Далее он отправляется на станцию очистки воздуха, где отрывает клапаны и устраивает взрыв, который уничтожает большое количество Чужих. На спасательной шлюпке он направляется к Станции «Одобенус», где он преодолевает Ксеноборгов и Хищников. Так Рядовой продвигается к кораблю «Тирарго» (в действительности это корабль «Сулако»), где он также истребляет Чужих, пока не добирается до грузового отделения, где сражается с Королевой Чужих, которую он выбрасывает в открытый космос.

### Игровой процесс
Игра за человека представляет собой survival horror, в котором, чтобы выжить, нужно бежать со всех ног без остановки, непрерывно озираясь по сторонам. Просто потому, что нереально в одиночку перестрелять чуть ли не весь Улей, особенно при ограниченном запасе патронов и аптечек. Всякая попытка остановиться заканчивается тем, что патроны и аптечки заканчиваются раньше Чужих. А всякая попытка запереться за бронированной дверью, кончается тем, что Чужие, найдя слабое место, взламывают пол или потолок. Весь этот бег происходит под жуткое до ужаса пиканье детектора движения, показывающего приближение Чужих, особенно учитывая то, что Чужой, бегущий на экране детектора, нередко бежит на самом деле этажом выше или ниже, и, взломав потолок или пол, набрасывается оттуда, откуда его совсем не ожидали. Более того, дыры в полу и в потолке, а также вентиляционные отверстия, настолько часты, что из дыры, мимо которой игрок пробежал минуту назад, может вылезти Чужой и напасть со спины. В отличие от многих других игр, где достаточно смотреть лишь по сторонам, в игре опасность грозит как сверху, так и снизу — сверху, особенно в помещении с высокими потолками, может прыгнуть бегущий по потолку Чужой, а снизу маленький, но смертельно опасный Лицехват. Не говоря уже о том, что может в неподходящий момент может подвести оружие, дав осечку.
Так как атмосфера ужаса усиливается как темнотой игровых уровней, так и полным использованием возможностей объёмного звука. А именно, отдельные лампы в игре создают вокруг себя слепящий круг света, в то время как уже в нескольких метрах от них всё скрыто жуткой темнотой, а звуки вокруг (в том числе и сзади) заставляют лихорадочно оглядываться по сторонам, покрываясь ледяным потом и вглядываясь со страхом в тьму. Во тьме не видно сверканья глаз, ибо ксеноморфы их не имеют, а звук, раздавшийся со спины, может с равной вероятностью означать как Чужого подкравшегося сзади, так и бегущего в невидимой вентиляции скрытой под полом или потолком или стеной. Почти призрачно неуловимую надежду развеять тьму дают осветительные шашки и прибор ночного видения. Но шашки, как и лампы светят слабо и недолго, и будучи брошенной на пол громадного зала, не осветит ни потолка, ни дальних стен.

## Игра за Чужого

### Сюжет

Чужой видит собрата, убившего человека

Игрок берёт на себя роль обычного ксеноморфа-трутня. Его главной задачей является побег из искусственно созданного людьми улья. Далее он должен пробраться на спасательный корабль, чтобы достичь станции морских пехотинцев, Ферарко. Когда на Ферарко активируется система самоликвидации, игрок должен вновь пробраться на спасательный корабль, чтобы достичь Станции Отправки. Здесь игрок должен сразиться с большим количеством морпехов и победить своего главного противника — Хищника, чтобы достичь корабля, летящего на Землю.

### Игровой процесс
Чужому, не имеющему никакого оружия, кроме когтей, зубов и хвоста, приходится искать возможности вступить в рукопашную схватку. Но поскольку пулемёт, находящийся или на автоматической турели, или в руках морпеха способен убить Чужого раньше, чем он сможет добежать до цели, то приходится искать окольные пути, в идеале позволяющие обойти противника сзади и одним ударом лапы разбить автоматическую турель или снести голову морпеху. Такой идеальный путь имеется не всегда, и приходится искать более рискованные способы нападения, с подкрадыванием максимально близко и последующей стремительной атакой, что превращает игру в настоящий stealth-action. Особенностью геймплея является возможность бегать по потолкам и стенам, что даёт преимущество перед противником, а также возможность разбивать лампочки с целью спрятаться в темноте. Помимо ламп можно уничтожить различное оборудование (например, управляющее вращением огромного вентилятора, который, будучи включённым, может разрубить Чужого на части). Чужому помогает и его огромная скорость, и широкое поле зрения, и мощнейшая рукопашная атака с широкой зоной поражения: достаточно пробежать рядом с человеком, размахивая лапами, чтобы расчленить его. Элементы ужасов в игре за Чужого весьма сильны, только игрок является не жертвой, а источником страха: разбивая лампы и издавая рык, игрок способен пугать людей, вынуждая порой даже морпехов бесплодно палить веером от бедра в темноту — такая стрельба из импульсной винтовки куда менее точна, чем огонь с прикладкой (выпустив в молоко весь магазин и перезаряжаясь, паникёр становится лёгкой жертвой) — или, забыв об оружии, обращаться в бегство (напрасное, поскольку Чужой гораздо быстрее). Жертвы испускают вопли ужаса, на их лицах отображаются гримасы страха и боли. Безоружные гражданские при виде Чужого обычно впадают в панику. Здоровье у игрока повышается путём раздирания когтями тел убитых людей или Хищников, или откусыванием у них голов.
Хищник прекрасно видит даже спрятавшегося в темноте Чужого и в отличие от морпеха, силён не только на дистанции. Он бесстрашен и способен в ближнем бою убить Чужого с одного удара, что требует не только особо тщательного подкрадывания к Хищнику, но и особой ловкости в бою, чтобы справиться с ним. Будучи тяжело ранен, Хищник пытается активировать систему самоуничтожения. Упавшего на колено NPC-Хищника следует немедленно добить.
Другим опасным противником Чужого являются андроиды. Они не испускают феромонов, и потому видны Чужому не лучше, чем Чужие — морпеху. Андроиды бесстрашны (не боятся темноты и рычания) и способны продолжать бой, даже потеряв конечность, в том числе оперировать помповым дробовиком при помощи одной только правой руки, перехватывая оружие за цевьё для инерционной перезарядки. Их тела несъедобны.
Помимо обычного ксеноморфа, в игре встречаются другие разновидности Чужих, управляемые только компьютером и недоступные для игрока (NPC).
- Лицехват (англ. Facehugger) — ранняя стадия жизненного цикла ксеноморфа, распространитель эмбрионов. Очень маленький и быстрый, однако гибнет почти от любого попадания. В игре не способен двигаться по стенам. Атакует прыжком в лицо, в случае попадания мгновенно убивает игрока (как морпеха, так и Хищника), но не может атаковать NPC. По логике вселенной носитель остаётся жив, но подразумевается, что вживлённый эмбрион неизбежно убьёт его.
- Чужехищник (англ. Predalien) — результат вынашивания эмбриона ксеноморфа в организме Хищника. Медлительнее ксеноморфа, однако способен далеко прыгать и так же передвигаться по стенам. Гораздо более устойчив к повреждениям и сильнее в рукопашном бою. Его происхождение раскрывается при прохождении миссии «Vaults».
- Преторианец (англ. Praetorian) — специализированная особь-солдат, охранник Королевы улья, воин улья. Является дальнейшим циклом развития ксеноморфа. Крупнее ксеноморфа, несёт на голове треугольный костяной «шлем». Задние конечности приспособлены к пальцехождению (в отличие от «стопоходящих» ксеноморфов). При беге передвигается на четырёх лапах, не способен к хождению по стенам, однако хорошо прыгает. Очень устойчив к повреждениям и наносит сильный урон в рукопашном бою.
- Ксеноборг (англ. Xenoborg) — сконструированный людьми охранный киборг. Представляет собой ксеноморфа с вживлённым в голову лазерным целеуказателем и двумя лазерными орудиями непрерывного действия в передних конечностях, снабжённого металлическим скелетом. Малоподвижен, но устойчив к повреждениям. Нормально выключен, при приближении игрока включается и начинает поиск цели. В случае пересечения целью указательного луча открывает огонь. По мере получения повреждений начинает кровоточить кислотной кровью. Особенность этого NPC в том, что он враждебен ко всем трём расам.
- Королева (англ. Alien Queen) — встречается на заключительных миссиях за морпеха и Хищника. Чрезвычайно устойчива к повреждениям и сильна.

## Игра за Хищника

### Сюжет

Тепловой режим работы маски Хищника, с захватом цели на морпехе

В процессе игры Хищник посещает три различные планеты. На первой он ведёт охоту на морпехов, чтобы вернуть свой корабль, захваченный Weyland-Yutani. Взяв с корабля дополнительное оружие (диск и пистолет), Хищник высвобождает Чужих. Затем он узнаёт, что люди провели эксперимент над его сородичем, внедрив эмбрион ксеноморфа в его тело, и выведя тем самым новый вид Чужих — Чужехищника. Хищник побеждает гибрида, после чего активируется самоликвидация станции и спасается на корабле. Затем Хищник отправляется на планету «Фиорина 161», где сражается с морпехами и Чужими. Наконец он направляется на населённую колонистами родную планету Чужих, где сражается с Ксеноборгами и Преторианцами, и вступает в честный бой с Королевой.

### Игровой процесс
Геймплей построен на том, что охотник и жертва меняются ролями, а именно, Хищник, прилетевший поохотиться на Чужих, оказывается в ситуации богомола, попавшего в муравейник, то есть когда Хищник, легко справляющийся с любым обитателем муравейника, сам идёт на корм муравьям. И если от людей раненый Хищник может легко ускользнуть, применив невидимость, то Чужие чувствуют его запах, особенно запах его крови, и тогда Хищнику, превратившемуся из охотника в жертву, приходится бежать, чтобы найти укромный уголок, где он смог бы восполнить свои силы.
Даже охота на людей не всегда является безопасной, так как люди хоть и не видят Хищника (на расстоянии), но в отличие от Чужих сильны не только числом, но и своим вооружением. Помимо большого количества противников, другим фактором, способным превратить Хищника из охотника в жертву, является то, что невидимость, стрельба из плазменного оружия и возврат диска расходуют драгоценную энергию, исчерпание которой приводит к тому, что потерявший невидимость Хищник превращается в хорошую мишень для солдат людей. При отключении невидимости энергия медленно восполняется.

## Многопользовательский режим
Мультиплеер представлен несколькими режимами:
- Deathmatch — Классический режим «все против всех». Игроки выбирают каким видом будут играть, и каждый сражается сам за себя.
- Species Deathmatch — Командный матч. Игроки выбирают каким видом будут играть, но враждебны только игроки других видов.
- Last Man Standing — Все игроки — морпехи, за исключением одного, который играет за Чужого. Когда Чужой убивает морпеха, тот перерождается как Чужой, таким образом, морпехи вытесняются Чужими. Побеждает последний выживший морпех.
- Alien Tag — Все игроки — морпехи или Хищники, за исключением одного, который играет за Чужого. Все остальные игроки охотятся на него. При убийстве Чужого, убивший перерождается в Чужого, а убитый — соответственно в морпеха или Хищника. Охота на Чужого продолжается.
- Predator Tag — То же, что и Alien Tag, за исключением, что объект охоты — Хищник и охотиться могут только морпехи.
- Cooperative — Все игроки морпехи или Хищники, и сражаются вместе против NPC-Чужих. Этот режим доступен и одному игроку, если запустить игру в режиме Skirmish.

Изначально количество карт для мультиплеера было весьма мало: Trapped, Sewer, Massacre, Statue, Jockey, Stranded и Hive. Затем их число было увеличено.
Отличительной особенностью мультиплеера от других игр является возможность тонкой настройки матча. Так, например, можно настроить не только число очков и время, по истечении которого матч будет завершён, но и число очков, получаемых за убийство конкретного вида, время возобновления поднимаемых объектов, ограничение на количество игроков определённого вида, запрет конкретного оружия, скорость игры, и многое другое.
Игроки, входящие в матч за морпехов могут выбрать Специалиста по оружию. Игроку изначально даётся выбранное оружие с некоторым запасом амуниции, и в качестве дополнительного — пистолет (впрочем, и его можно запретить). Оружие другого вида подобрать нельзя.

## Музыкальное сопровождение
Список композиций:
1. Derelict
2. Colony
3. Invasion
4. Orbital
5. Tyrargo
6. Waterfall
7. Area 52
8. Vaults
9. Fury 161
10. Caverns
11. Ferarco
12. Temple
13. Gateway
14. Escape
15. Earthbound

Представлено в виде отдельного диска. Наличие диска в CD-приводе не обязательно для запуска игры.

### Gold Edition и Millennium Add-on Pack
В 2000 году вышла обновлённая версия игры под названием Aliens versus Predator Gold Edition. Кроме исправления многочисленных ошибок, игра содержала два ранее недоступных вида оружия для морпеха (пистолет, скитер), карты для мультиплеера Leadworks, Headly’s Hope, Meat Factory, Nostromo, Subway, Elevator, Lab 14, Compound, Office. Было изменено так же главное меню: оно стало анимированным и с другой музыкой. В коробке с игрой находилось небольшое тактическое руководство.
Millennium Add-on Pack является пакетом улучшений (патчем), доводящим RTM-версию игры до Gold Edition.

### Classic 2000
В 2010 году игра была переиздана на сервисе Steam как Aliens versus Predator Classic 2000. Данная версия обновлена для запуска на современных компьютерах, включает поддержку контроллера Xbox 360, более удобное управление мышью, а также другие обновления. Музыкальное сопровождение теперь считывалось не с аудиодорожек, а из Bink-файлов. Сначала присутствовал только одиночный режим, но в дальнейшем был добавлен многопользовательский. Название «Classic 2000» было введено во избежание путаницы с игрой 2010 года. У этой версии игры повышенные системные требования.

### Redux и Redux 2.0
Пакеты улучшений, созданные в 2011 году фанатами игры, заменяющие практически все текстуры на более высокого разрешения и некоторые звуки. Так же содержат более детальные модели (в том числе HUD-модели оружия), новые карты для мультиплеера и даже немного доработанные уровни для режима одного игрока.

### Версии для других платформ
Об игре было объявлено за два года до её выхода. Было анонсировано, что помимо как на ПК, игра будет издана на Sony Playstation и Sega Saturn, однако, игра вышла лишь на ПК. В 2000 году Rebellion опубликовала исходный код, что позволило сторонним разработчикам развивать игру. В 2001 году MacPlay выпустила версию игры для Mac OS X. Icculus.org проводила разработку портирования игрового клиента для Linux, однако разработка была остановлена — порт поддерживает сам игровой процесс, но не работает многопользовательский режим и воспроизведение мультимедиа (музыки и видеовставок). В 2009 году появился также и неофициальный порт для XBox.

## Оценки
| Сводный рейтинг | Сводный рейтинг |
| Агрегатор       | Оценка          |
| --------------- | --------------- |
| GameRankings    | 84,06 %         |